# Aegla rostrata
Aegla rostrata is een tienpotigensoort uit de familie van de Aeglidae. De wetenschappelijke naam van de soort is voor het eerst geldig gepubliceerd in 1977 door Jara.